# アブドゥルムウミン
アブドゥルムウミン（アラビア語: عبد المؤمن بن علي もしくは عبد المومن الــكـومي, ティフィナグ文字: ⵄⴰⴱⴷ ⵍⵎⵓⵎⵏ ⵍⴳⵓⵎⵉ、1094年? - 1163年12月）
は、12世紀に北アフリカで建国されたムワッヒド朝の創始者であり初代アミール（カリフ）。ベルベル人のザナータ族の出身。
12世紀初頭のモロッコで起きた宗教運動に参加し、北アフリカのモロッコからチュニジアにかけての地域とイベリア半島にまたがる国家を建設した。彼の時代に、マグリブの政治的統一が達成された。

## 生涯

### 若年期
1094年ごろ、トレムセンと地中海沿岸の中間に位置するネドロマ（en）の陶工の家に生まれる。若年時は故郷のトレムセンでイスラームの学問を修めた。
1117年ごろにベジャイアに遊学し、ベジャイア近郊のマッラーラでムワッヒド運動の指導者であるイブン・トゥーマルトと対面する。この時から、彼の門弟として行動を共にするようになった。このアブドゥルムウミンとトゥーマルトの出会いは、神秘的な伝説によって脚色されている。

### ムラービト朝との戦い
トゥーマルトらムワッヒド派は、マーリク学派を公認し、奢侈的な空気が支配するモロッコのムラービト朝を攻撃の対象とした。ムワッヒド派による批判は神学の分野を超えたものであり、ムラービト朝の宮廷ではトゥーマルトたちを排除する意見も出ていた。かくしてトゥーマルトはムラービト朝の首都マラケシュを離れてアトラス山脈に移動し、アブドゥルムウミンは彼に付添った。1122年にムワッヒド派はキクの戦いでムラービト軍に勝利するが、ムラービト朝からの圧力はより強くなり、1123年にティンメルに移動した。
「10人」を意味するアシャラ（ashara）、あるいは「共同体の人々」を意味するアフル・アル・ジャマーア（Ahl al-Djamā'a）の名前で呼ばれる顧問会議の構成員となり、軍の指揮権を委ねられた。
1125年にトゥーマルトが軍隊を編成した時、アブドゥルムウミンが軍の総司令官に選ばれた。山岳地に潜伏していたムワッヒド派は平原部に押し寄せ、弱体化したムラービト軍を打ち破る。マラケシュを包囲するが陥落には至らず、アル・ブハイラの戦いでマラケシュ救援に現れた騎兵隊にムワッヒド軍は敗北し、トゥーマルトの後継者と目されていたアル・バシールが戦死する。アブドゥルムウミンも負傷し、敗残兵を率いてティンメルに退却した。1130年8月（もしくは1128年）、おそらくはマラケシュ包囲中の負傷が原因でトゥーマルトは没する。

### 王朝の成立
トゥーマルトの指名によってアブドゥルムウミンがムワッヒド派の指導者となるが、おそらくはトゥーマルトが持っていた宗教的な権威とカリスマ性のため、トゥーマルトの死とアブドゥルムウミンの地位の継承は3年の間伏せられていた。ムラービト軍の主力を構成していたマスムーダ族が権力を巡って各支族同士で争う中、アブドゥルムウミンはそれぞれの支族から支持を獲得していった。1133年にアブドゥルムウミンは「アミール・アル・ムウミニーン（信徒の司令官、カリフ）」の称号を使用し、アッバース朝のカリフからの独立を宣言する。
ムワッヒド軍はマラケシュ攻略に先立ち、モロッコ各地の都市を順次占領していく包囲作戦を展開した。包囲にあたり、ムラービト朝のキリスト教徒傭兵の騎兵に対して有利に戦い、鉱物資源とサハラ交易のルートを確保するためにアトラス・リーフの山岳地帯を制圧した。
一方ムラービト朝では1143年にターシュフィーン・イブン・アリーが新たな君主として即位したが、ムラービト朝の根幹をなすベルベル人の支族間で対立が起こり、1145年にはキリスト教傭兵の指導者レベルテルが死亡した。1145年のトレムセンの戦いでムワッヒド軍は勝利、ターシュフィーン・イブン・アリーを敗死させる。トレムセンでの勝利で戦局はムワッヒド側に傾き、ムワッヒド軍はフェズ、メクネス、サレを次々に攻略していった。1146年5月からムワッヒド軍はマラケシュを包囲し、持久戦を展開した。1147年3月にマラケシュを攻略、ムラービト朝の王族と貴族はムワッヒド軍に殺害される。
マラケシュ攻略後もモロッコ南部と大西洋沿岸部ではベルベル人が蜂起しており、モロッコ全土がムワッヒド派の勢力下に置かれてはいなかった。蜂起したベルベル人を討伐し、その過程でムワッヒド派内の粛清を行い、数千人の信者が殺害されたといわれる。トゥーマルトの家族であるアイト・アムガルをフェズに幽閉し、トゥーマルトの兄弟であるイーサーとアブドゥルアジーズがマラケシュで反乱を企てた際には300人もの共謀者が摘発された。こうした内部抗争を経て、アブドゥルムウミンと教友であるムワッヒド運動の指導者たちの間に深い溝ができた。
1148年にモロッコ全土の制圧を完了、モロッコ征服後も各地で反乱が頻発したが、その度にムワッヒド軍は厳しい弾圧を行った。

### 中央マグリブ遠征
イベリア半島ではカスティーリャ王国がムワッヒド派とムラービト朝の争いに乗じてイスラム教徒の領地を攻撃しており、イベリアのイスラム教徒はアブドゥルムウミンに助けを求めた。アブドゥルムウミンはトレムセン攻略後からイベリア半島に数回派兵を行い、キリスト教国とムラービト朝の領主の両方を撃破した。1148年には、ムラービト朝のバレンシア総督イブン・ガーニヤからハエンとコルドバを割譲される。しかし、アブドゥルムウミンはアフリカ方面への進出を重視し、この時点ではイベリア半島の情勢に本格的に干渉する意思は無かった。
モロッコを征服したアブドゥルムウミンは、アルジェリアからチュニジアにかけての中央マグリブへの進出を試みた。中央マグリブにはサンハージャ族の国家であるハンマード朝とズィール朝が存在し、海岸部ではノルマン人のオートヴィル朝シチリア王国が基地を築いていた。1152年にアブドゥルムウミンは中央マグリブ遠征を開始し、アルジェ、ベジャイアを占領した。ハンマード朝の旧都カルアの攻略には息子のアブドゥッラーを向かわせ、ハンマード朝の君主ヤフヤーが逃亡したコンスタンティーヌを制圧した。ヤフヤーの追撃の過程で、アブー・カサバが率いるザルダウィーウ族の奇襲からの防衛に成功した。
中央マグリブに居住するアラブ遊牧民はムワッヒド軍の勝利に恐れを抱き、アラブ遊牧民の軍がベジャイアの攻撃に向かうが、ムワッヒド軍は彼らを撃退する。1153年にセティーフ平原の戦いでムワッヒド軍はアラブ遊牧民を破り、アブドゥルムウミンは彼らに寛大さを示した。そして、アラブ遊牧民を自軍に加え、遠征の先鋒として使役した。
アブドゥルムウミンはコンスタンティーヌから先に進まずモロッコに戻り、イベリア半島の情勢を注視した。ムワッヒド軍は1153年にマラガ、1154年にグラナダを攻略し、1157年にはアルメリアを征服する。これ以降およそ半世紀にかけて、ウベダとバエサからデスペニャペーロスを経てトレドに至るルート上でムワッヒド軍とキリスト教軍の戦闘が展開される。

### イフリキーヤ遠征
1156年（1157年）、アブドゥルムウミンはサレで長子ムハンマドをカリフの後継者に指名し、他の息子にサイイドの称号を与えて主要都市の総督に任命した。また、マスムーダ族の有力者たちに地位の世襲を認めさせるため、彼らに高い地位を与えた。この世襲の宣言に対して、モロッコ南東部では反乱が起きた。
1156年にアブドゥルムウミンの権力が確立され、再度の東方遠征の準備が進められる。ズィール朝のイブン・アリーはアブドゥルムウミンに東方遠征を勧め、イフリキーヤ（チュニジア）のイスラム教徒はノルマン人の攻撃からの助けを求めていた。1159年春にアブドゥルムウミンはサレを出発して進軍し、同時に艦隊も出発した。シチリア王国がヨーロッパで神聖ローマ帝国と争っていたために戦況はムワッヒド軍にとって有利なものとなり、出発の6か月後にチュニスを占領した。ノルマン人の支配下に置かれていたマフディーヤを解放し、スファックス、トリポリが占領下に入る。イフリキーヤの小勢力と沿岸部のノルマン人は排除され、エジプトを除く北アフリカがムワッヒド朝の支配下に入った。
イフリキーヤ遠征の後、アブドゥルムウミンはイベリア半島に目を転じた。

### 最期
ムラービト朝滅亡後のイベリア半島南部では小勢力が乱立しており、その中にはムワッヒド朝に臣従する勢力も存在していた。しかし、ムルシアを本拠とするイスラム教徒イブン・マルダニーシュはムワッヒド朝に敵対し、カスティーリャなどのキリスト教国はイスラム教徒の領土にたびたび侵入していた。ムワッヒド朝にとってイブン・マルダニーシュはキリスト教国よりも危険な敵であり、ウベダ、バエサ、ハエンは反ムワッヒド朝の感情からマルダニーシュに従属した。マルダニーシュはカスティーリャ、アラゴンと同盟し、他のイスラム教徒の勢力下にある都市を攻撃した。
イブン・マルダニーシュとカスティーリャ王国の両方から圧力を受けた領主たちは、ムワッヒド朝に援助を要請する。アブドゥルムウミンは騎兵隊を派遣し、カスティーリャ軍とマルダニーシュの両方に勝利を収めた。イベリア半島の視察を終えたモロッコに戻ったアブドゥルムウミンは再遠征の準備を進め、サレに移動するが、1163年5月に遠征の開始前に病死した。
アブドゥルムウミンの遺体は、ティンメルのトゥーマルトの墓の近くに埋葬された。

## 人物
アブドゥルムウミンは碧眼の持ち主だった。
合理性と信仰心を兼ね備えた人物であり、教父にあたるイブン・トゥーマルトからは「足は埃にまみれていても、頭は常に昴の中にある人物」と評価された。アブドゥルムウミンはトゥーマルトの教義に忠実であり、変革を望まず、周囲にムワッヒドを守る著名なシャイフを置いていた。しかし、カリフの称号の世襲を約束させたことで信仰心を尊ぶムワッヒド運動の宗教的原則の価値が下がり、称号の継承の承認と引き換えに有力者たちに高い地位を与えたことが後年の王朝の没落の一因となったと言われている。
在位中、モロッコにマドラサを多く建設したことでも知られる。